# Whip It (film)
Whip It è un film del 2009 diretto da Drew Barrymore.
L'attrice Drew Barrymore, con questo lungometraggio, tratto dal romanzo Derby Girl di Shauna Cross, adattato per il cinema dall'autrice stessa, esordisce alla regia.

## Trama
Bliss Cavendar è una diciassettenne ribelle e anticonformista che vive nella piccola cittadina di Bodeen, in Texas. La madre, fanatica dei concorsi di bellezza, vuole a tutti i costi vederla vincitrice. Stanca delle pressioni della madre, Bliss scopre una disciplina chiamata roller derby, uno sport acrobatico e violento su pattini a rotelle e si appassiona a tal punto che decide di praticarlo all'insaputa dei suoi genitori. Entra quindi a far parte della squadra delle Hurl Scouts con il nome d'arte di Babe Ruthless.

## Produzione
Le riprese del film sono iniziate nel luglio 2008 in Michigan. Per l'occasione il governo locale ha indetto un concorso per la ricerca di comparse. La Barrymore, che è anche tra i produttori, ha interpretato uno dei ruoli secondari del film.